# Немша
Немша (рум. Nemșa) — село у повіті Сібіу в Румунії. Входить до складу комуни Мошна.
Село розташоване на відстані 224 км на північний захід від Бухареста, 40 км на північний схід від Сібіу, 100 км на південний схід від Клуж-Напоки, 102 км на північний захід від Брашова.

## Населення
За даними перепису населення 2002 року у селі проживали 558 осіб.
Національний склад населення села:
| Національність | Кількість осіб | Відсоток |
| -------------- | -------------- | -------- |
| цигани         | 384            | 68,8%    |
| румуни         | 138            | 24,7%    |
| угорці         | 26             | 4,7%     |
| німці          | 10             | 1,8%     |

Рідною мовою назвали:
| Мова      | Кількість осіб | Відсоток |
| --------- | -------------- | -------- |
| румунська | 526            | 94,3%    |
| угорська  | 23             | 4,1%     |
| німецька  | 8              | 1,4%     |